# Henrique Bernardelli
Henrique Bernardelli (Valparaíso, 15 de julho de 1858 — Rio de Janeiro, 6 de abril de 1936) foi um pintor, desenhista e professor da Escola Nacional de Belas Artes (Anba) no Rio de Janeiro. Umas das obras mais emblemáticas do pintor é o retrato de Machado de Assis para a Academia Brasileira de Letras.

## Vida e obra
Henrique Bernardelli nasceu em Valparaíso, no Chile, em 1858 e se mudou com seus pais e irmãos - o escultor Rodolfo Bernardelli (1852-1931) e o violonista e pintor Felix Bernardelli (1862-1905) - para o Rio Grande do Sul, no Brasil, no começo da década de 1860. A família transfere-se para o Rio de Janeiro em 1867. Em 1870 matriculou-se, juntamente com o irmão Rodolfo, na Academia Imperial de Belas Artes, estudando com pintores de destacada importância, como Victor Meireles e Agostinho José da Mota. Henrique torna-se aluno de Zeferino da Costa (1840-1915), Agostinho da Motta (1824-1878) e Victor Meirelles (1832-1903).
Em 1878 naturalizou-se brasileiro para poder concorrer ao Prêmio de Viagem à Europa concedido pela AIBA. Após perder o prêmio para Rodolfo Amoedo, viajou para Roma, em 1878, com recursos próprios. Em Roma, estuda e frequenta o ateliê de Domenico Morelli (1826-1901), entrando em contato com as obras de artistas como Francesco Paolo Michetti e Giovanni Segantini.
Ao retornar ao Rio de Janeiro, em 1888, Henrique realiza uma série de exposições individuais e participa na Exposição Universal de Paris no ano seguinte, ganhando medalha de bronze com a tela Os Bandeirantes; em 1890, da Exposição Geral das Belas Artes, onde destaca-se com obras como Dicteriade, Tarantella e Calle de Venezia; e em 1893, da Exposição Universal de Chicago, com Messalina, Mater e Proclamação da República. É neste momento que as obras Tarantela (1886), Maternidade (1878), Messalina (1880), Modelo em Repouso (ca.1881) e Ao Meio Dia são apresentadas ao público.
Em 1891 tornou-se professor de pintura na recém-inaugurada Escola Nacional de Belas Artes e encerra seu contrato em 1905. Henrique deixa de lecionar na faculdade alegando que a instituição precisa renovar seus quadros periodicamente. Ele e seu irmão Rodolfo passam a lecionar em um ateliê particular no Rio de Janeiro. Lucílio de Albuquerque (1885-1962) e Georgina de Albuquerque (1885-1962), Eugênio Latour (1874-1942), Helios Seelinger (1878-1965) e Artur Timóteo da Costa (1822-1922) são um dos seus principais alunos de destaque.
O artista manteve vivo o contato com a cultura figurativa italiana, viajando constantemente para cidades como Roma, Nápoles e Veneza. Lecionou na Escola até ser substituído por Eliseu Visconti, em 1906, passando então a dar aulas particulares em seu ateliê, recebendo concomitantemente encomendas particulares.[carece de fontes?]
Em 1916, conquistou uma das mais altas premiações a que um artista plástico pode aspirar no Brasil: a medalha de honra. Foi também membro do Conselho Superior de Belas Artes, para o qual prestou relevantes serviços.[carece de fontes?]
Grande parte da obra de Henrique Bernardelli foi doada à Pinacoteca do Estado conforme mostra o seu último catálogo.
Vê-se uma herma sua na Praça do Lido, em Copacabana, obra do escultor Leão Veloso.
Em 1931, o Núcleo Bernardelli, em homenagem aos professores Henrique e Rodolfo, foi criado por diversos pintores insatisfeitos com o modelo de ensino da Enba que buscavam criar um grupo voltado ao aprimoramento técnico e a reformulação do ensino artístico.

## Retrato de Machado de Assis
Em 1905, Henrique Bernardelli pintou o retrato a óleo oficial do escritor brasileiro Machado de Assis, transformando a obra em uma iconografia machadiana. A tela, segundo historiadores, foi uma encomenda para decorar uma sala da Academia Brasileira de Letras, tendo assim efeito publicitário - caracterizando o retrato pelo sua austeridade e impecabilidade mobiliária e roupa sofisticada. Henrique pinta Machado de postura firme, acentuando a linguagem clássica da pintura. O Doutor em Literatura, Victor da Rosa, traduz a ideia que o retrato procura passar da seguinte forma:
| “ | Dessa vez Machado aparece não mais como o escritor em ascensão (...) e sim como um verdadeiro burocrata das letras, canonizado pelas instituições, alguém que subiu todos os degraus possíveis no processo de legitimação dentro do sistema literário. | ” |

Atualmente, o retrato ainda se encontra na sala da Academia brasileira de Letras, junto com o busco de bronze de Machado, feito pelo escultor Jean Magrou.[carece de fontes?]

## Henrique Bernardelli e o Museu Paulista

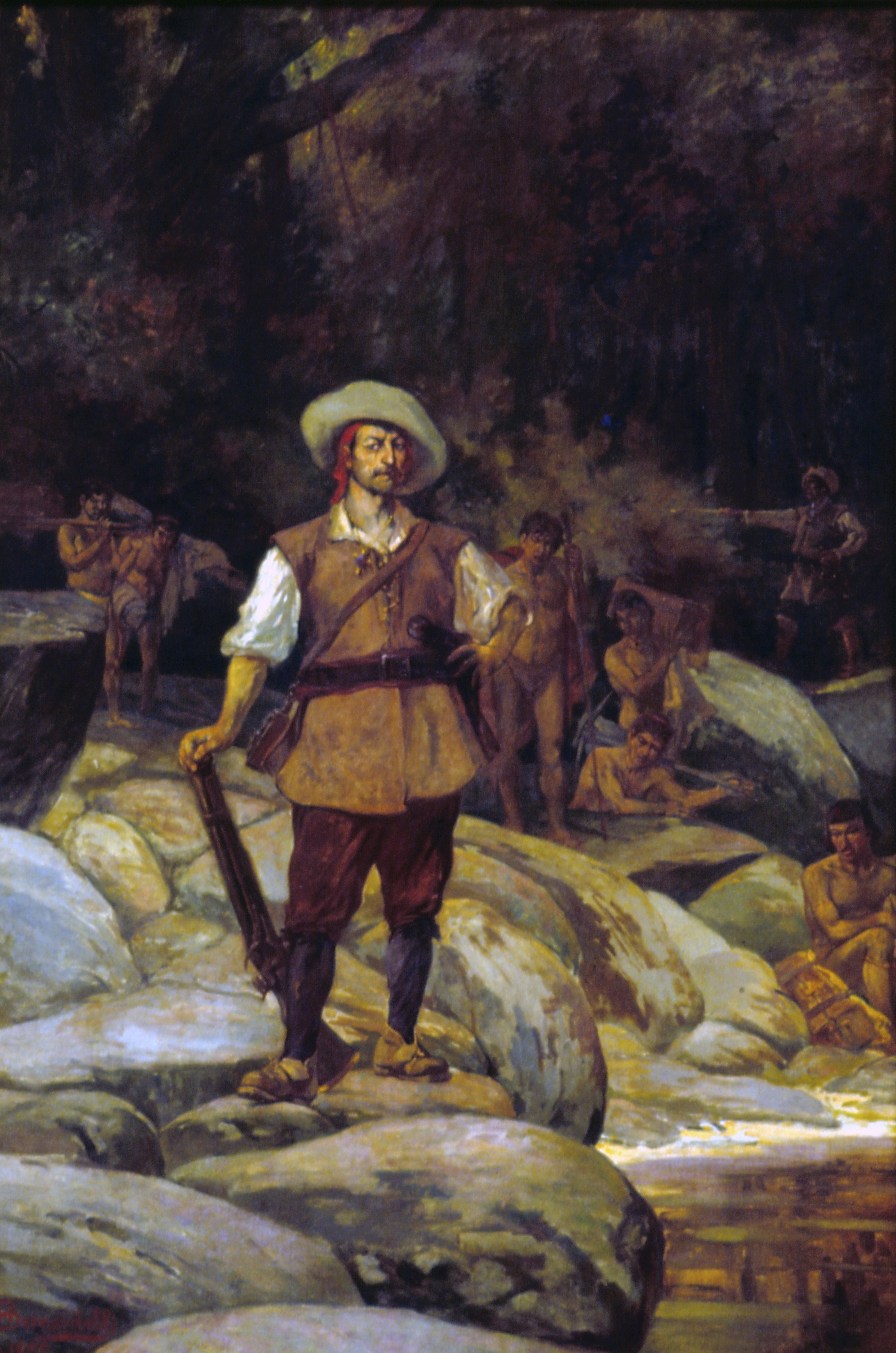
Ciclo da caça ao índio, no acervo do Museu Paulista

Com o centenário da independência do Brasil (1922), o historiador Afonso d'Escragnolle Taunay, então diretor do Museu Paulista, aproveitou a data comemorativa para colocar em prática um projeto voltado à memória da nacional. Taunay elaborou a organização de oito salas voltas a memória paulista de forma linear e evolutiva. Para isso, o diretor convidou alguns pintores, sendo Henrique Bernardelli um dos convidados mais ilustres. Em 1921, Bernardelli e Rodolpho Amoedo, ambos com sessenta e quatro anos, foram convidados - já que pertenciam a Escola Nacional de Belas Artes (Anba) no Rio de Janeiro. Na época, Henrique não lecionava mais na Anba, mas recebia encomendas oficiais, como o retrato do presidente Epitácio Pessoa, feito no mesmo ano.
A primeira versão do quadro O Ciclo de Caça ao Índio foi rejeitada por Taunay pelo cachorro que acompanhava o bandeirante e o chicote de couro em sua mão. Tais objetos poderiam desvalorizar a imagem do bandeirante, o que não correspondia com a imagem heroica que o diretor queria transmitir. Para Maraliz de Castro Vieira Christo, Doutora em História pela UNICAP, Henrique Bernardelli entrou em um conflito ter que retratar o bandeirante como herói sem mostra-lo como um algoz caçar do índio, tendo em vista a simbologia do mesmo que a partir da metade do século XIX passou a ser visto como "simbolo nacional, não podendo ter sua imagem associada ao canibalismo e à barbárie, que, antes, justificava a sua caça e seu aprisionamento".
A solução, segundo a Doutora, foi minimizar o enfoque relativo a escravidão indígena, deslocando a atenção para o sofrimento do homem branco no processo "civilizador". Assim, encontramos uma humanização do bandeirante e o retratando como um ser predominantemente vencido pela natureza (contrapondo-se ao projeto do Museu Paulista).

## Obras Decorativas
Henrique também é responsável por importantes trabalhos decorativos, tanto em São Paulo como no Rio de Janeiro.[carece de fontes?]
Os painéis O Domínio do Homem sobre as Forças da Natureza e A Luta pela Liberdade, para a Biblioteca Nacional e o teto de uma das salas do Theatro Municipal (1908), ambos no Rio de janeiro, são referência da pintura brasileira do século XX. O edifício do Museu Nacional de Belas Artes (MNBA) também teve a obra de Henrique em 22 medalhões em afresco que adornam sua fachada.

## Galeria

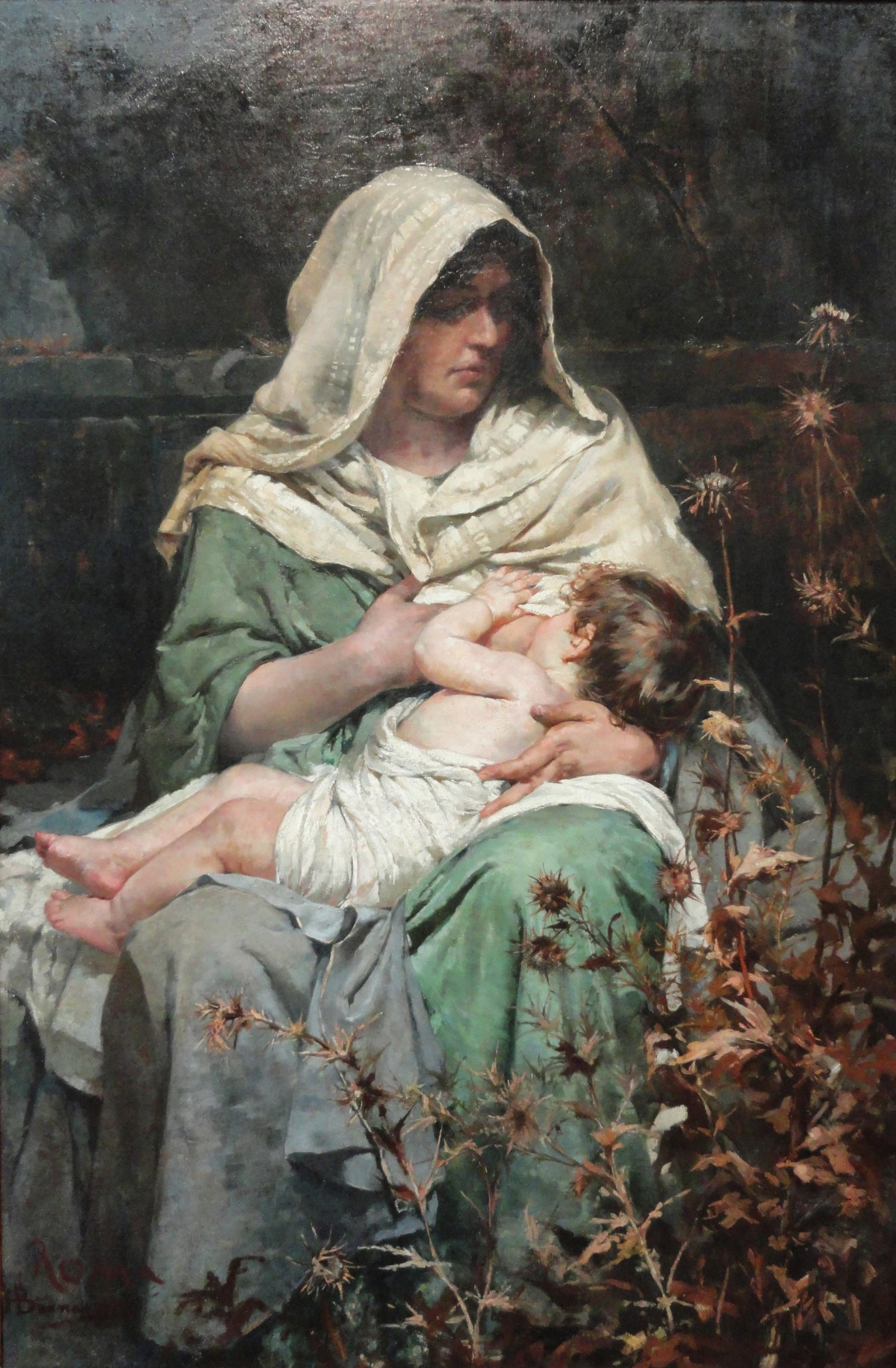
Maternidade, MNBA.
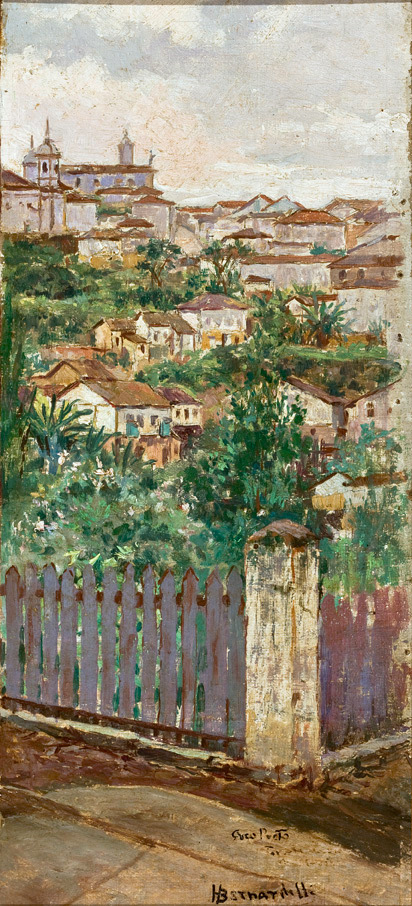
Paisagem de Ouro Preto, MASP.
Marechal Deodoro, Academia Militar das Agulhas Negras.
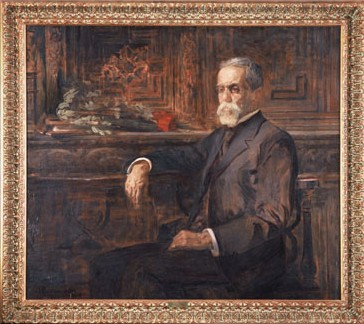
Machado de Assis, 1905, ABL.
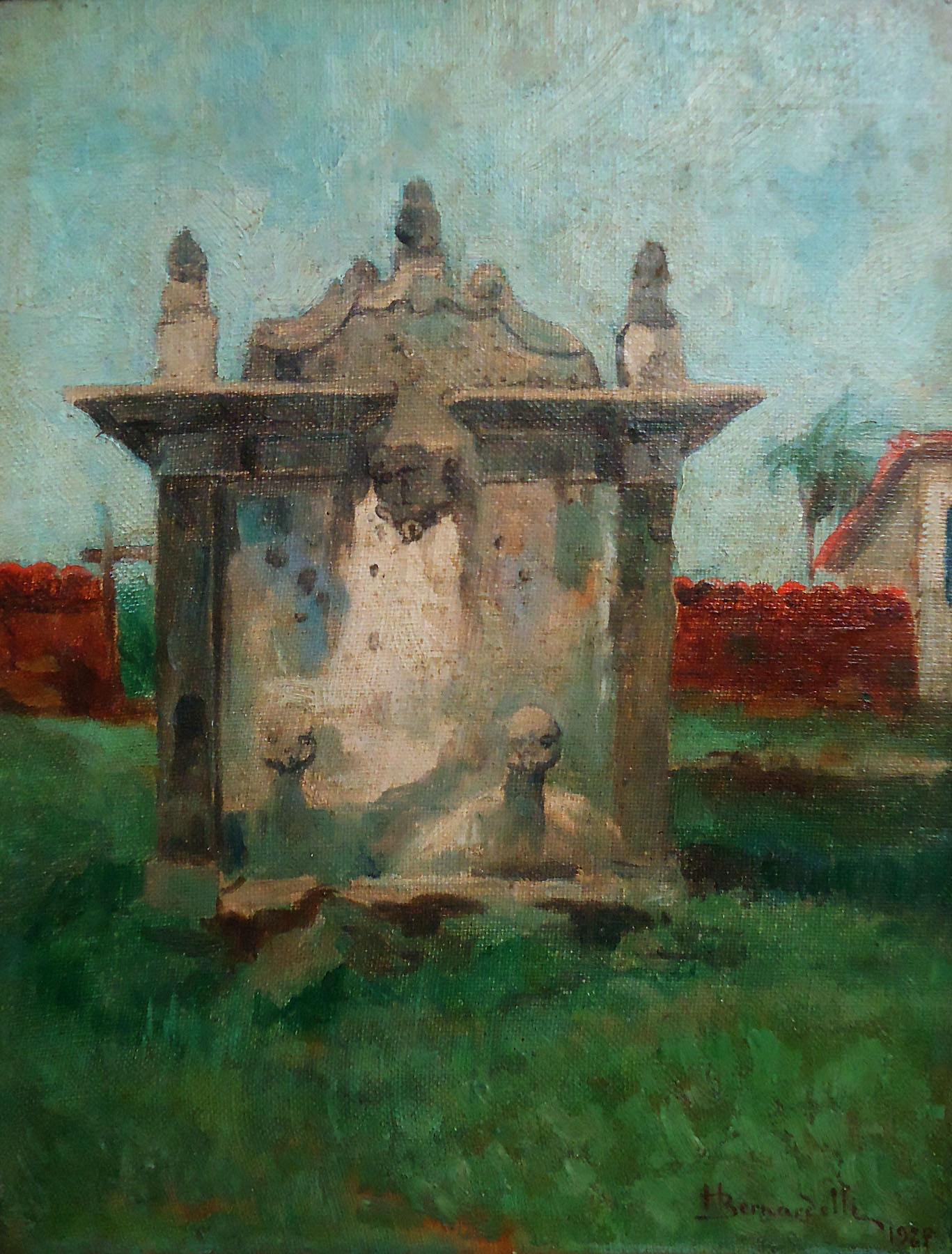
HENRIQUE BERNARDELLI (1858 - 1936), Fonte mineira, 1927, óleo sobre tela, 31 x 24 cm, Photo Gedley Belchior Braga
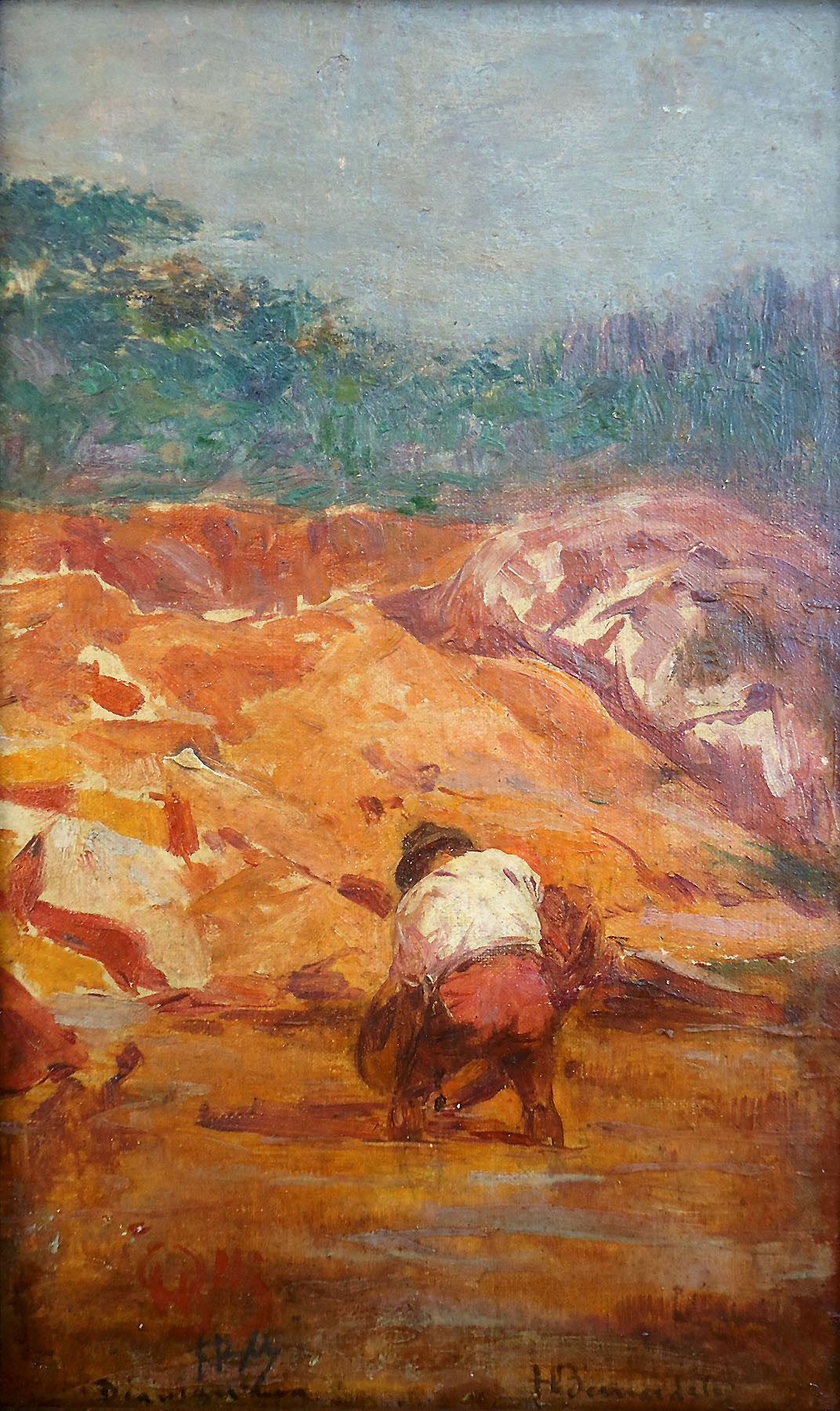
HENRIQUE BERNARDELLI (1858 - 1936), Garimpeiro em Diamantina, MG, sem data, óleo sobre tela sobre madeira, 23,3 x 13,5 cm, Photo Gedley Belchior Braga
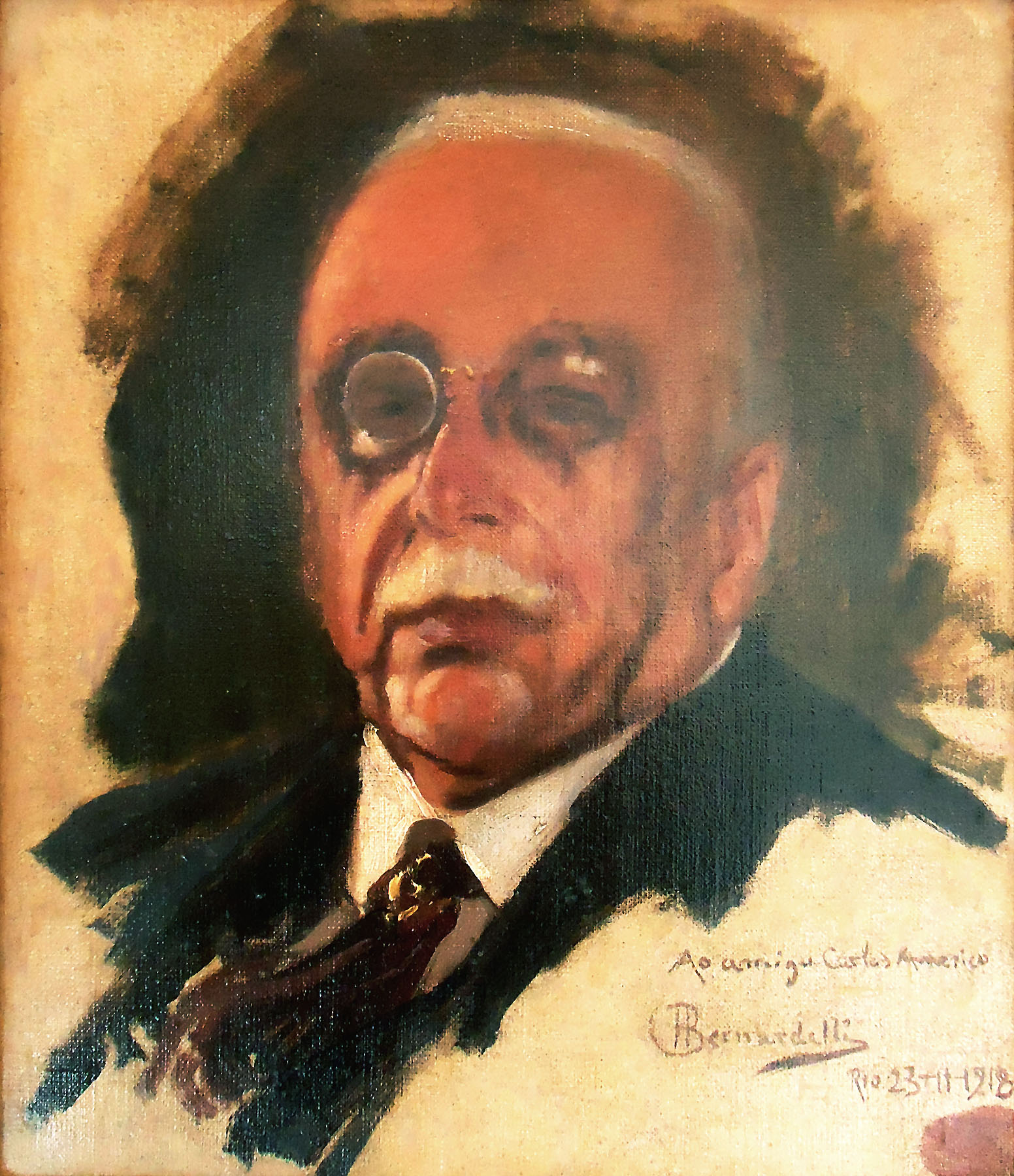
HENRIQUE BERNARDELLI (1858 - 1936), Retrato de Carlos Américo, 23-11-1918, óleo sobre tela, 33,5 x 28 cm, Photo Gedley Belchior Braga
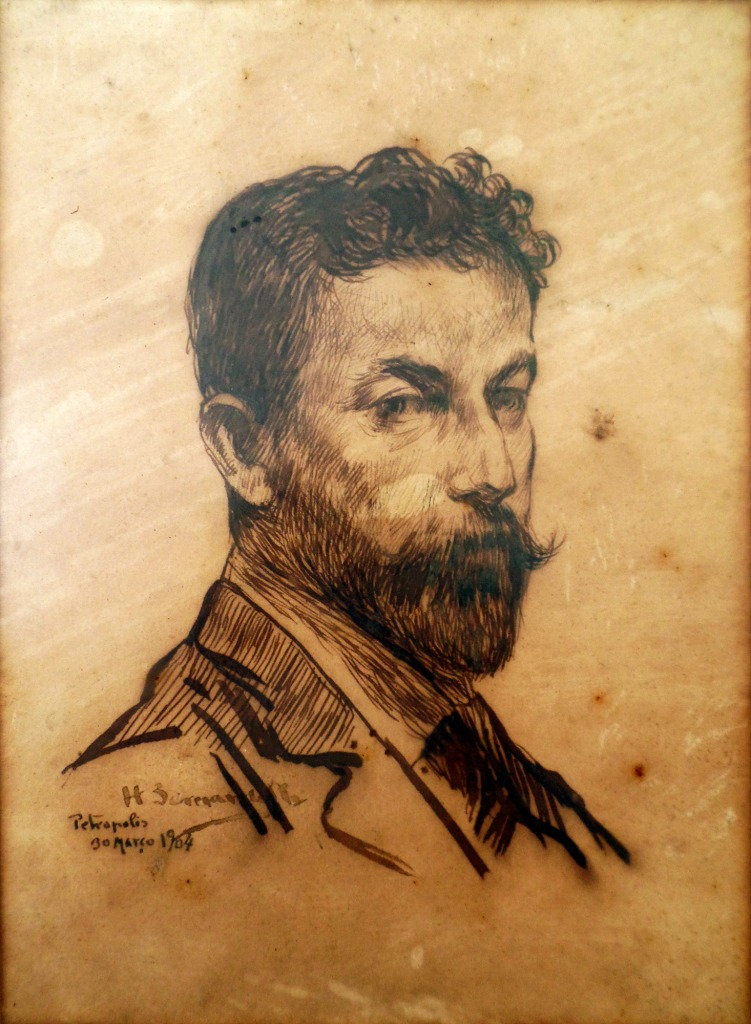
HENRIQUE BERNARDELLI (1858 - 1936), Retrato de Alberto Nepomuceno, nanquim sobre papel, 30 de março de 1904, 27,5 x 20 cm, Foto Gedley Belchior Braga compactada
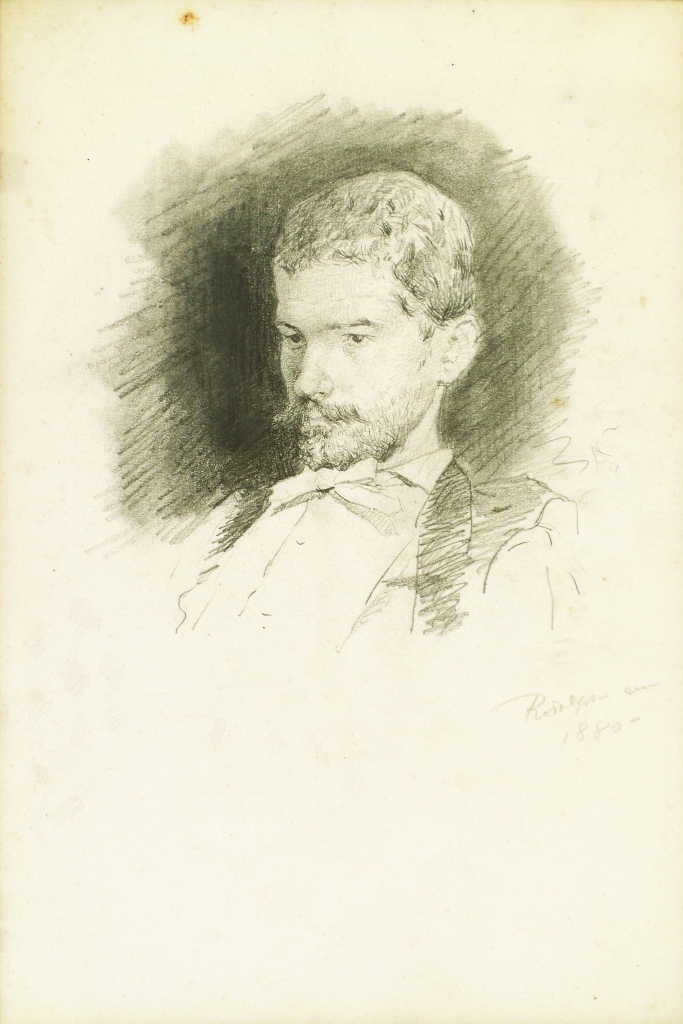
HENRIQUE BERNARDELLI (1858 - 1936), Rodolfo em 1880 (Portrait of Rodolfo Bernardelli in 1880), drawing on paper, c 1880, 27,5 x 18,5 cm, Photo Gedley Belchior Braga
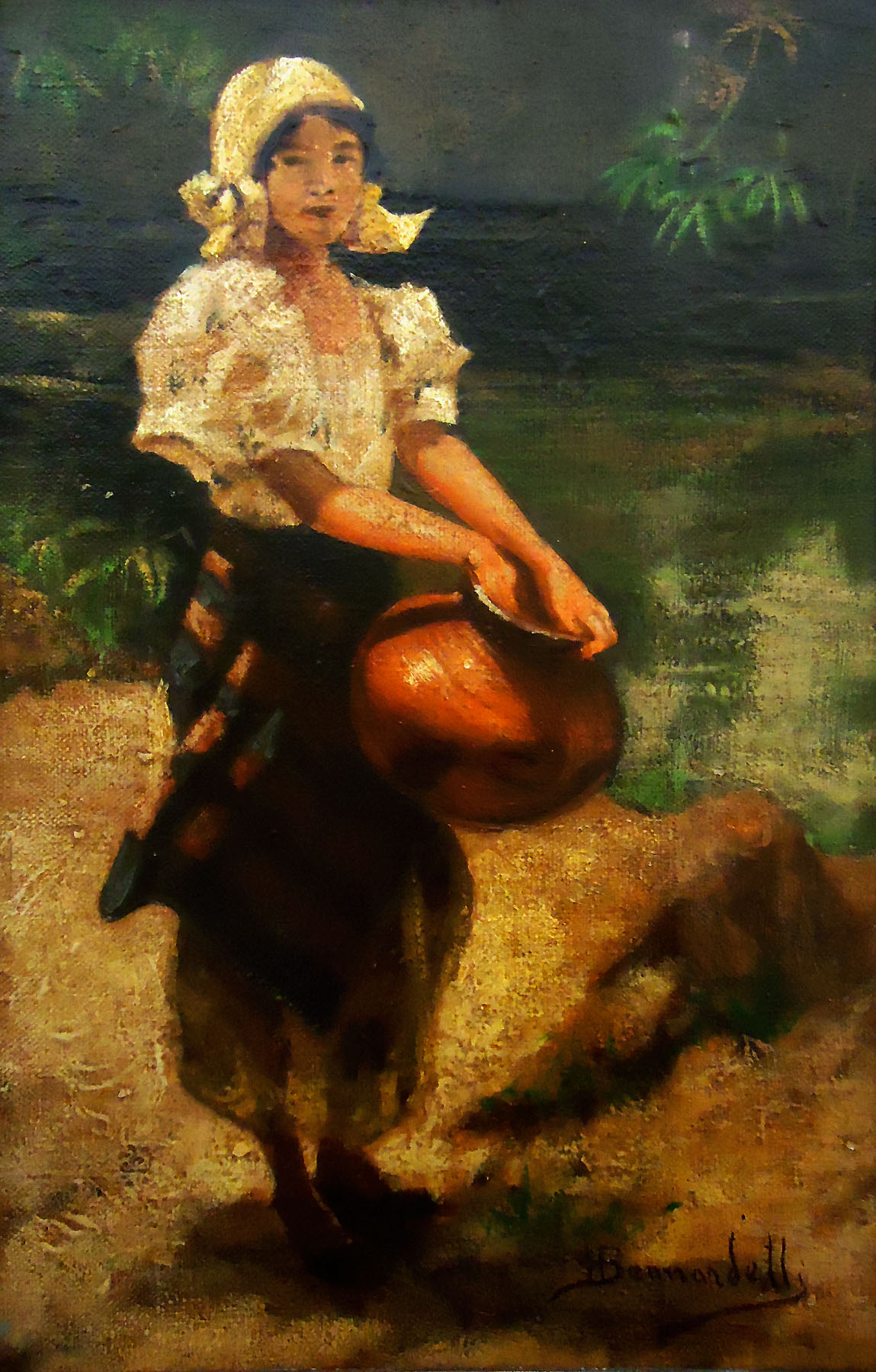
HENRIQUE BERNARDELLI (1858 - 1936), Moça na fonte, óleo sobre tela, 27,3 x 18 cm, Photo Gedley Belchior Braga
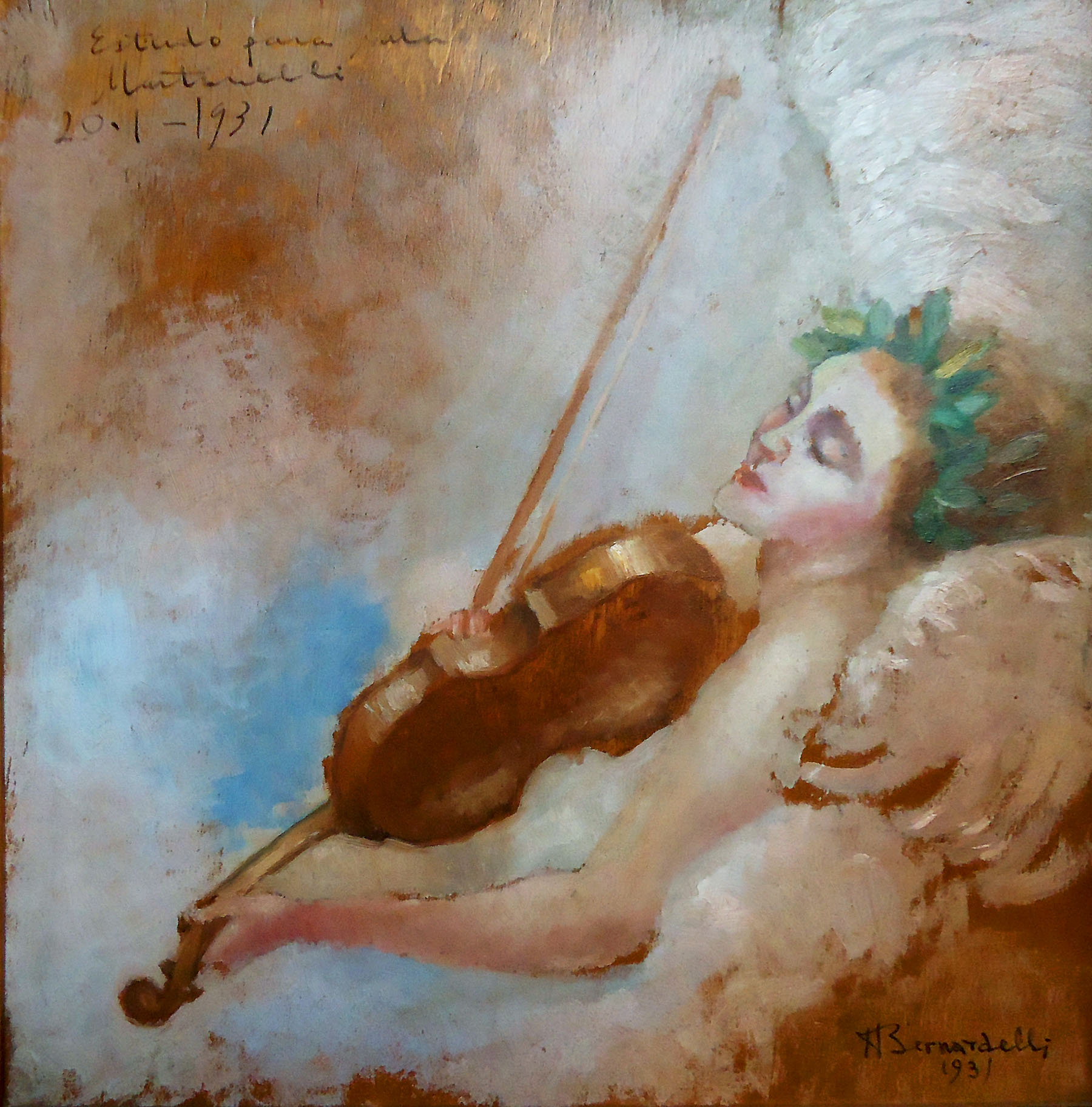
HENRIQUE BERNARDELLI (1858 - 1936), Estudo para decoração da Sala Martinelli, 20-01-1931, óleo sobre madeira, 27,5 x 27,5 cm, Photo Gedley Belchior Braga
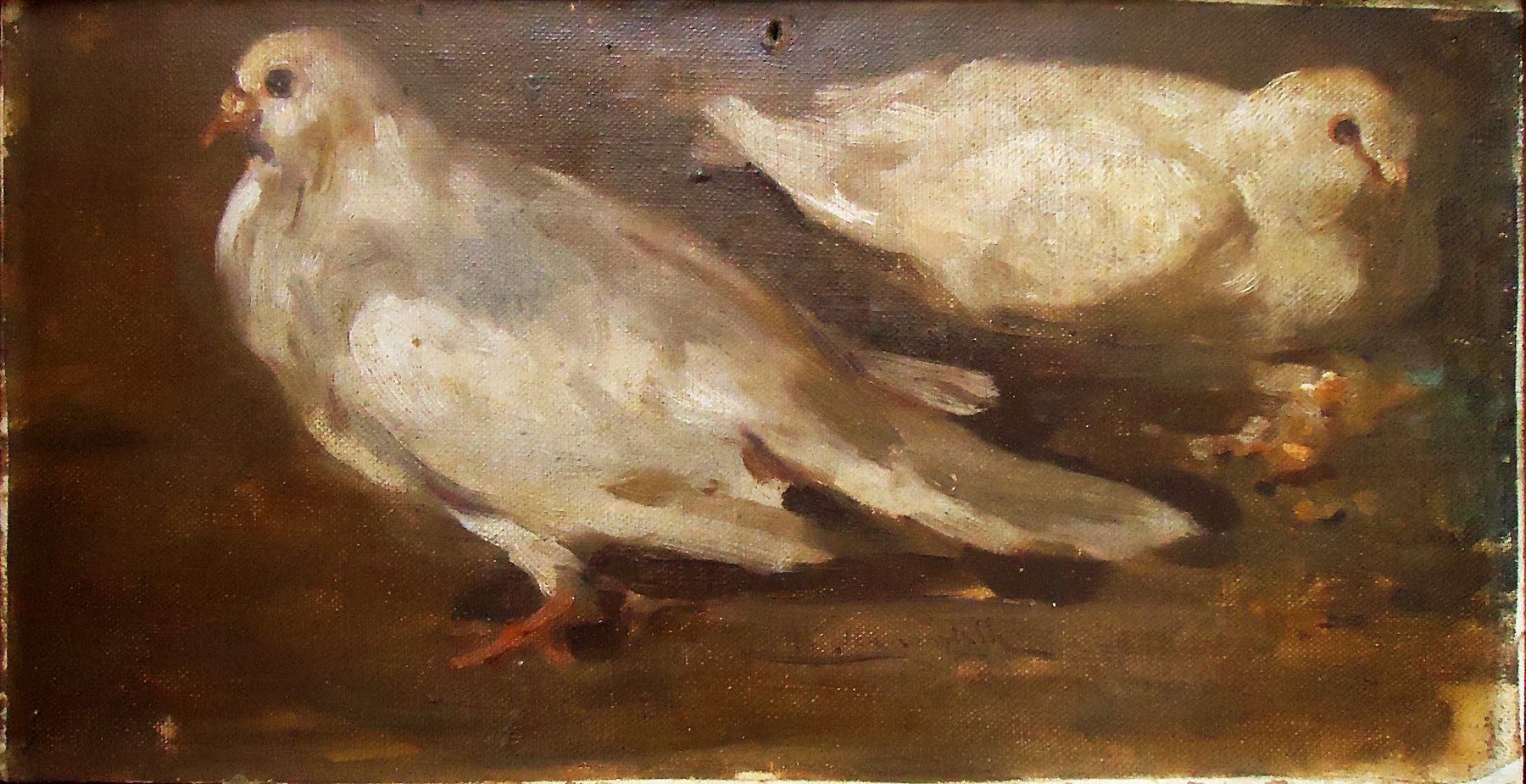
HENRIQUE BERNARDELLI (1858 - 1936), Pombas, óleo sobre tela sobre cartão, 18,3 x 36 cm, Photo Gedley Belchior Braga
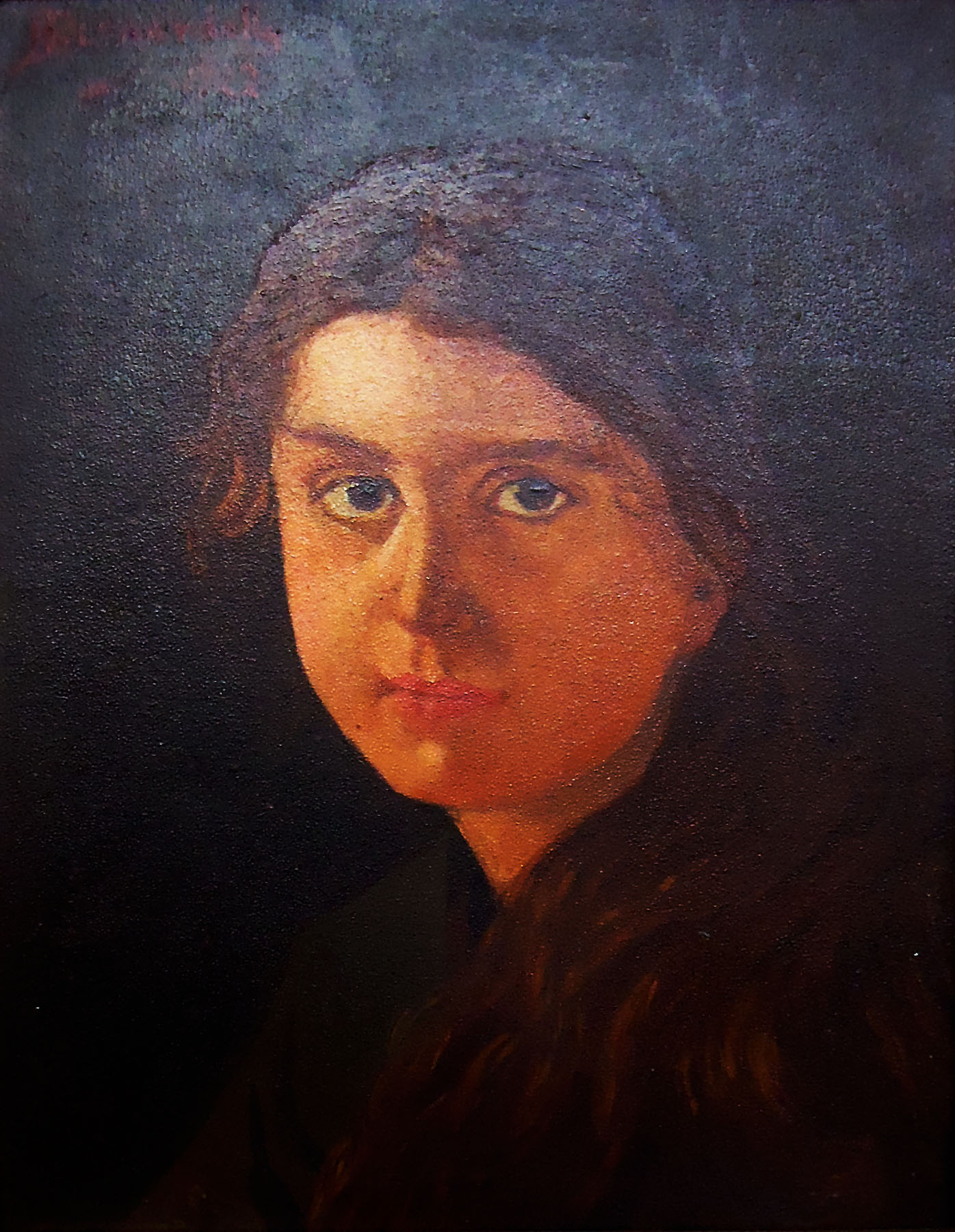
HENRIQUE BERNARDELLI (1858 - 1936), Retrato de Jovem Garota, 1922, óleo sobre cartão, 31 x 23,4 cm, Photo Gedley Belchior Braga

## Análise
O trabalho de Henrique Bernardelli marcou a história da arte brasileira e influenciou dezenas de pintores do século XX como, Manoel Santiago, Bustamante Sá, Bruno Lechowski entre outros.
| “ | Bernardelli foi o primeiro pintor brasileiro a extrair todos os fundamentos de sua experiência artística dos processos, hábitos técnicos e cores da pintura italiana praticada por muitos artistas do século XIX (...). O sentido do primado conferido à objetividade sem concessões a sentimentalismos a despeito do tema que, em outro pintor, poderia dar margem a divagações psicológicas ou a pieguismos vulgares. A reflexão em torno de temas não era de seu feitio. Suas vivências refletiam e desdobravam-se em suas pinturas sacras ou profanas, ao contato com o modelo real sem maiores compromissos com o transcendental, no primeiro caso, e sentimentalismo no outro. A constituição psicológica e a formação emocional de Bernardelli era a do homem que conferia primado à matéria. Sua consciência e sua arte só tinham compromissos com os efeitos que ele admitia como realidade. E uma realidade sólida e bem estruturada sob a qual, pintando, não empregava recursos de tonalidade tênue, transparências ou reflexos de efeitos ligeiros e fáceis. Aplicava tintas em plena pasta e pinceladas marcadas, acompanhando, o mais das vezes, o movimento das formas representadas e conseguindo dessa forma uma evidente sensação de volume. - pintor Edson Motta e equipe do MNBA | ” |

| “ | ... após oito anos de estudo em Roma, Henrique Bernardelli (...) impõe-se de pronto e sem despertar polêmica sobre a obra que trazia e a marcante personalidade que demonstrava, a não ser por parte de alguns críticos mais limitados. Estranhavam estes as influências que traziam da pintura italiana do fim do século (...). Sucedia apenas que Henrique Bernardelli escapava àquele semblante do oficialismo artístico de Paris, que conformando tudo o que poderia ser admitido como pintura válida em nosso meio, acabara, por força do hábito, a assemelhar-se a uma condição marcante da criatividade nacional. (...) O que havia de mais particular na obra trazida pelo jovem pintor recém-chegado era o aspecto de uma pintura nova para o que aqui se conhecia. Não exatamente a diferença de um academismo francês em relação a outro italiano, mas principalmente pelo artista desfazer-se de preocupações técnicas e estéticas conservadoras e abrir uma nova visão para a pintura (...). Logo se deixa perceber, nas telas trazidas por Henrique, que muito havia de popular, de tendência a acentuar a naturalidade das coisas, dos fatos, enfim uma visão subordinada às sugestões diretas da natureza, o que exigia desprendimento técnico e capacidade de improvisação para o domínio sobre novos efeitos visuais". - pintor Quirino Campofiorito | ” |

| “ | Bernardelli é um robusto moço dotado de talento omnímodo e, por hereditariedade, de verdadeiro sentimento artístico. Os seus trabalhos inculcam um temperamento irrequieto, nervoso, sôfrego de impressões, uma dessas organizações atléticas, munidas de espátulas largas, forte peito, músculos desenvolvidos e reforçados pelo higiênico exercício das caminhadas ao ar livre, pelo alto das montanhas. A sua obra é vigorosa, original, cheia de calor, cheia de ousadia. Cheia de ousadia! sim, porque ela é nova, porque ultrapassa os arruinados sistemas da confecção acadêmica, porque faz sentir o caráter essencial do objeto, segundo a expressão de H. Taine; porque comove e é pessoal e é verdadeira. Veja-se um quadro de mestre, qualquer dos 'nossos mestres' e enquanto a obra deste consegue, unicamente, da nossa atenção um qualificativo, algumas vezes destilado pela complacência; a obra daquele nos impressiona, nos desperta alguma emoção nova, nos provoca admiração ou ódio. Eis onde está a superioridade do artista - Gonzaga Duque | ” |